# ルートパノラマ
ルートパノラマ(Route Panorama)は経路から見える景観を一枚の連続画像に納め、表示や検索に使うものである。ルートパノラマは、ビデオカメラを用いて移動経路の側面方向を連続的に撮影して得られる。コンピューターにおいて、ビデオフレームから特定の位置から画素線をコピー、時間の遅延に従って新しいメモリにペーストする。このように画像のベルトができる。投影方式において、カメラの透視射影と異なり、平行透視射影を用いる。ルートパノラマは景観の情報を記録し、街の情報検索やナビゲーションに利用できると予想される。